# كونستانس شولمان
كونستانس شولمان (بالإنجليزية: Constance Shulman)‏ هي ممثلة أمريكية، ولدت في 4 أبريل 1958 في جونسون سيتي في الولايات المتحدة.

## وصلات خارجية
- كونستانس شولمان على موقع IMDb (الإنجليزية)
- كونستانس شولمان على موقع ألو سيني (الفرنسية)
- كونستانس شولمان على موقع أول موفي (الإنجليزية)
- كونستانس شولمان على موقع قاعدة بيانات برودواي على الإنترنت (الإنجليزية)
- كونستانس شولمان على موقع قاعدة بيانات الأفلام السويدية (السويدية)
- كونستانس شولمان على موقع قاعدة بيانات الفيلم (الإنجليزية)
- كونستانس شولمان على موقع كينوبويسك (الروسية)